# Allidiostoma halffteri
Allidiostoma halffteri är en skalbaggsart som beskrevs av Martinez 1955. Allidiostoma halffteri ingår i släktet Allidiostoma och familjen Hybosoridae. Inga underarter finns listade i Catalogue of Life.